# Desmodium hassleri
É uma espécie sul-americana, subarbustiva, com folhas pilosas e com tom ferrugíneo. Normalmente encontrado em locais com afloramento roxoso. Normalmente é encontrada nas margens de rodovia, se associando bem com espécies de baixo porte, mas tolera a competição de Brachiaria spp. e Panicum maximum.
Nome comum: 
Etimologia: em homenagem à en:Emil Hassler, botânico que contribuiu para o
conhecimento da Flora do Paraguai.
Distribuição e Habitat: ocorre na América do Sul no Brasil e Paraguai. No Brasil, foi citada para os Estados da Bahia, Minas Gerais, e Paraná. Entretanto, este estudo confirma este táxon apenas para os Estados de Mato Grosso do Sul, São Paulo e Rio Grande do Sul. 